# Trans-Pecos

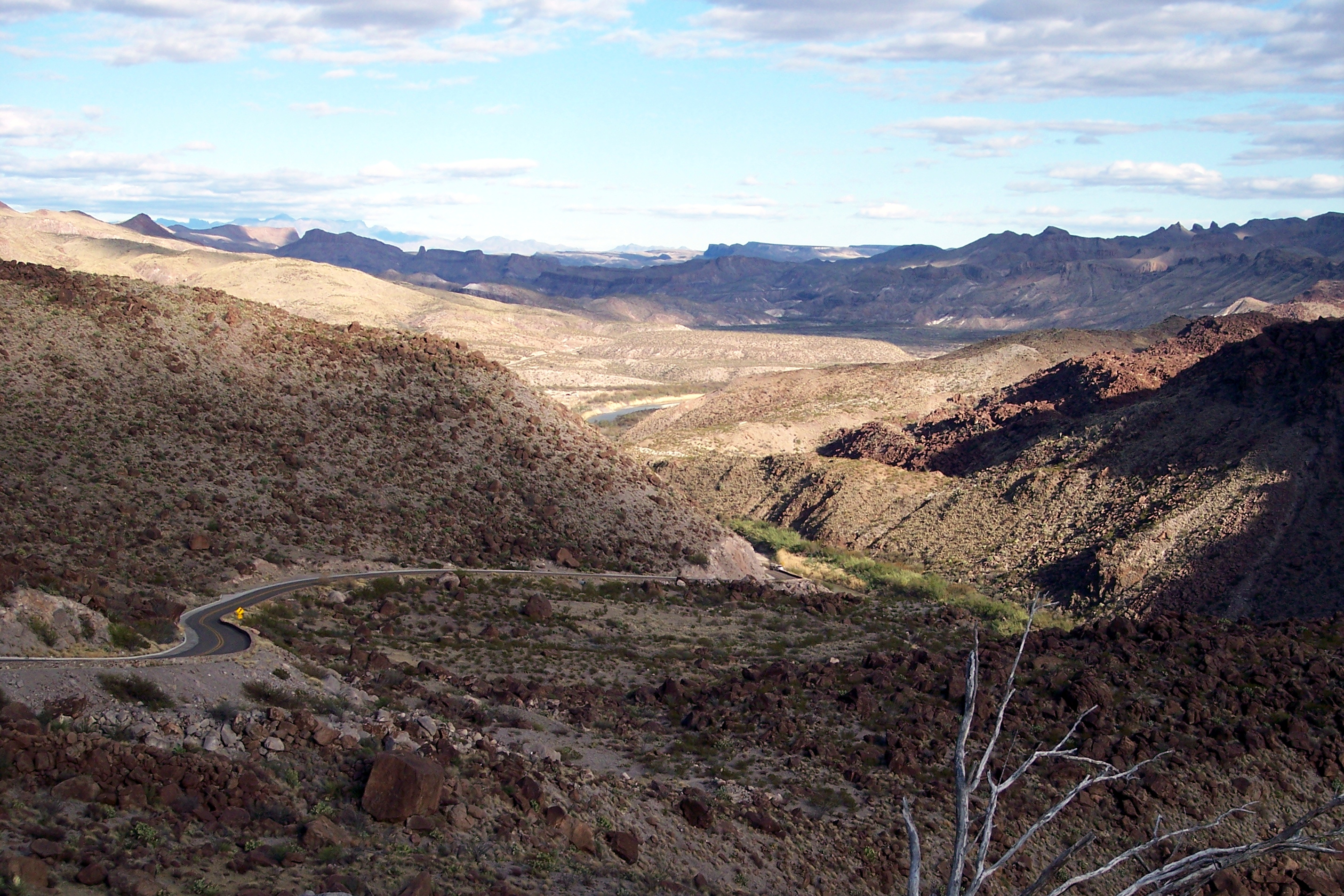
Paesaggio del Trans-Pecos (Parco nazionale di Big Bend)

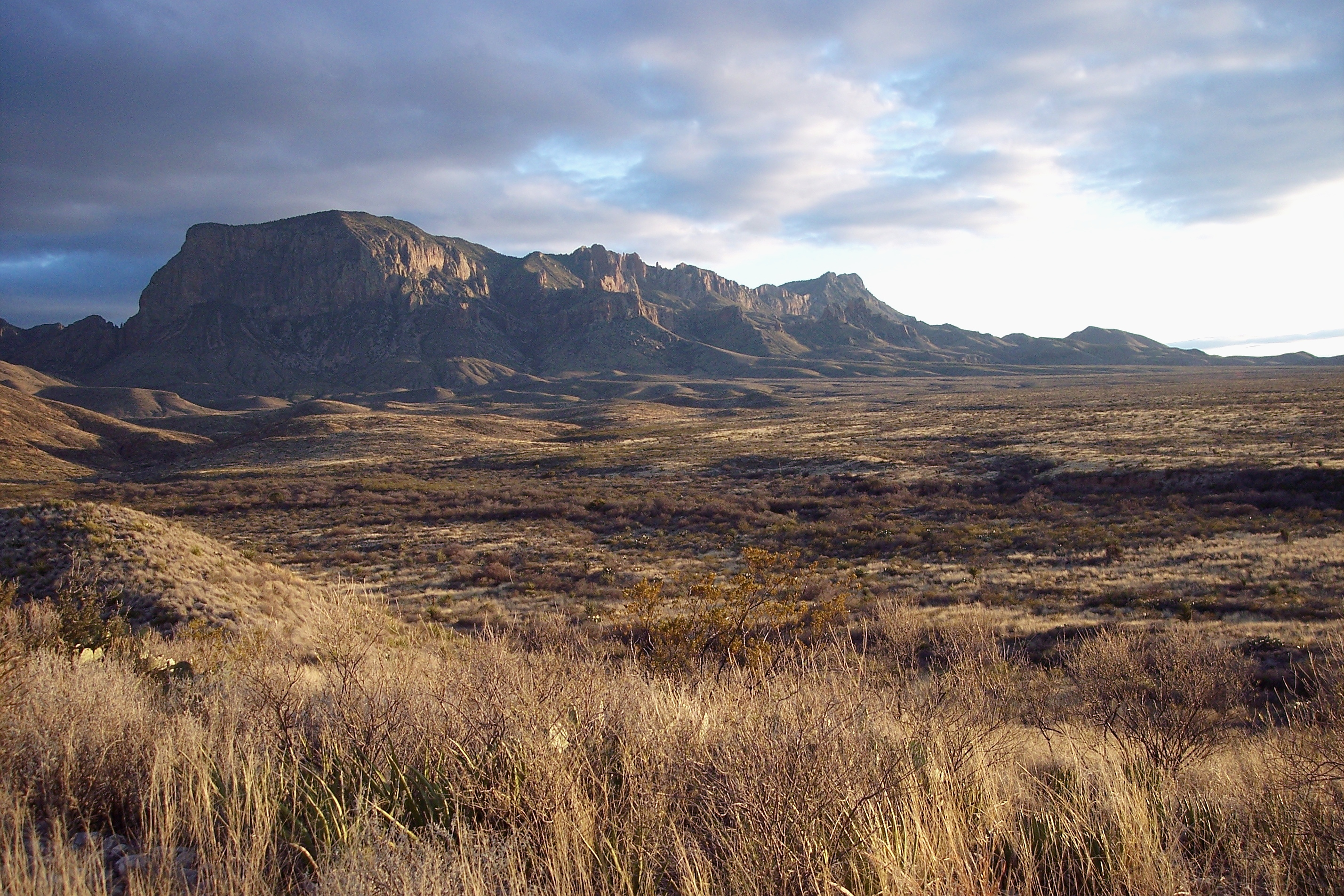
Parco nazionale di Big Bend e Deserto di Chihuahua

Il Trans-Pecos è una regione prevalentemente montagnosa e semi-desertica degli Stati Uniti, localizzata nella parte occidentale dello Stato del Texas. 
La regione è delimitata ad est dal corso del fiume Pecos, affluente del Rio Grande, a sud e ad ovest dal confine con il Messico, e a nord dal confine con lo Stato del Nuovo Messico. 
Nel Trans-Pecos si trovano i Monti Guadalupe e il Parco nazionale di Big Bend. La regione è parte del deserto di Chihuahua.